# The Definite Maybe
The Definite Maybe es una película estadounidense-canadiense de comedia de 1997, dirigida por Rob Lobl y Sam Sokolow, que a su vez la escribieron, musicalizada por Tree Adams y Billy Jay Stein, en la fotografía estuvo Elia Lyssy, los protagonistas son Bob Balaban, Josh Lucas y Jeffrey Buehl, entre otros. El filme fue producido por DJM Films, Kaufman Astoria Studios y The Definite Maybe LLC; se estrenó el 4 de julio de 1997.

## Sinopsis
A Eric Traber, un neoyorquino de 25 años, lo echan de su empleo y lo expulsan de su departamento. Pero su mejor amigo, Ziggy, se ausenta sin avisar del Cuerpo de Paz y lo lleva a los fastuosos Hamptons para pasar el fin de semana de Pascua, y así hacer sentir mejor a Eric, aunque allí también tendrán que lidiar con situaciones complicadas.